# Levi ben Geršom
Rabi Levi ben Geršom (1288–1344), řecky Gersonides, známý také pod akronymem Ralbag (רלב״ג), byl židovský rabín, filosof, matematik, astronom a talmudista. Pocházel z Bagnols-sur-Cèze (Languedoc, Francie) .
Byl prvním významným kritikem některých aspektů maimonidovské syntézy aristotelismu a židovského náboženství. Byl výrazně ovlivněn komentáři ibn Rušda. Jeho nejvýznamnějším dílem je filosofický spis Hospodinovy boje (Milchamot ha-Šem).